# ヴェンゲルンアルプ鉄道BDhe4/4 119-124形電車

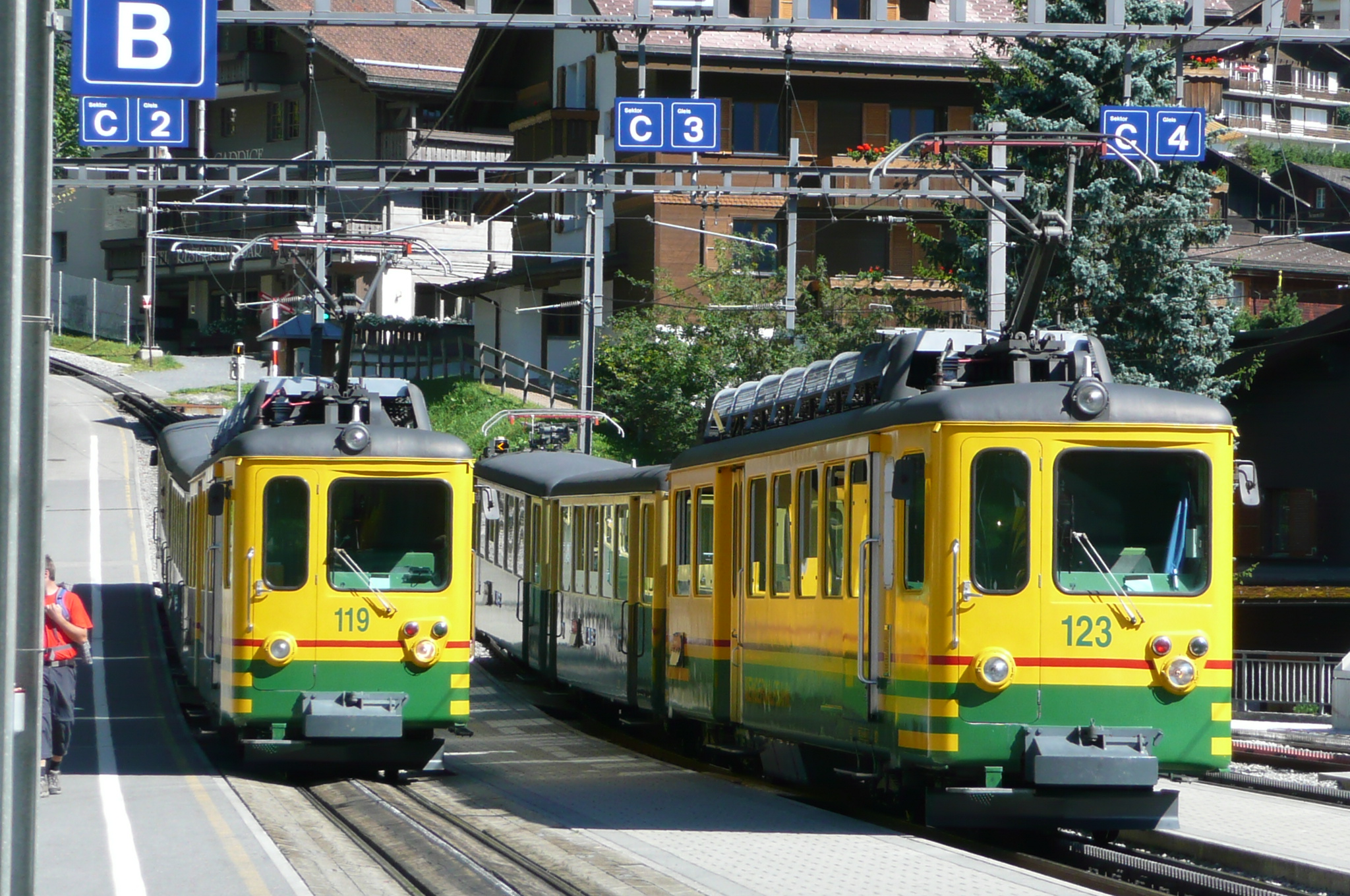
BDhe4/4 119号機と123号機、新塗装、ヴェンゲルン駅、2009年

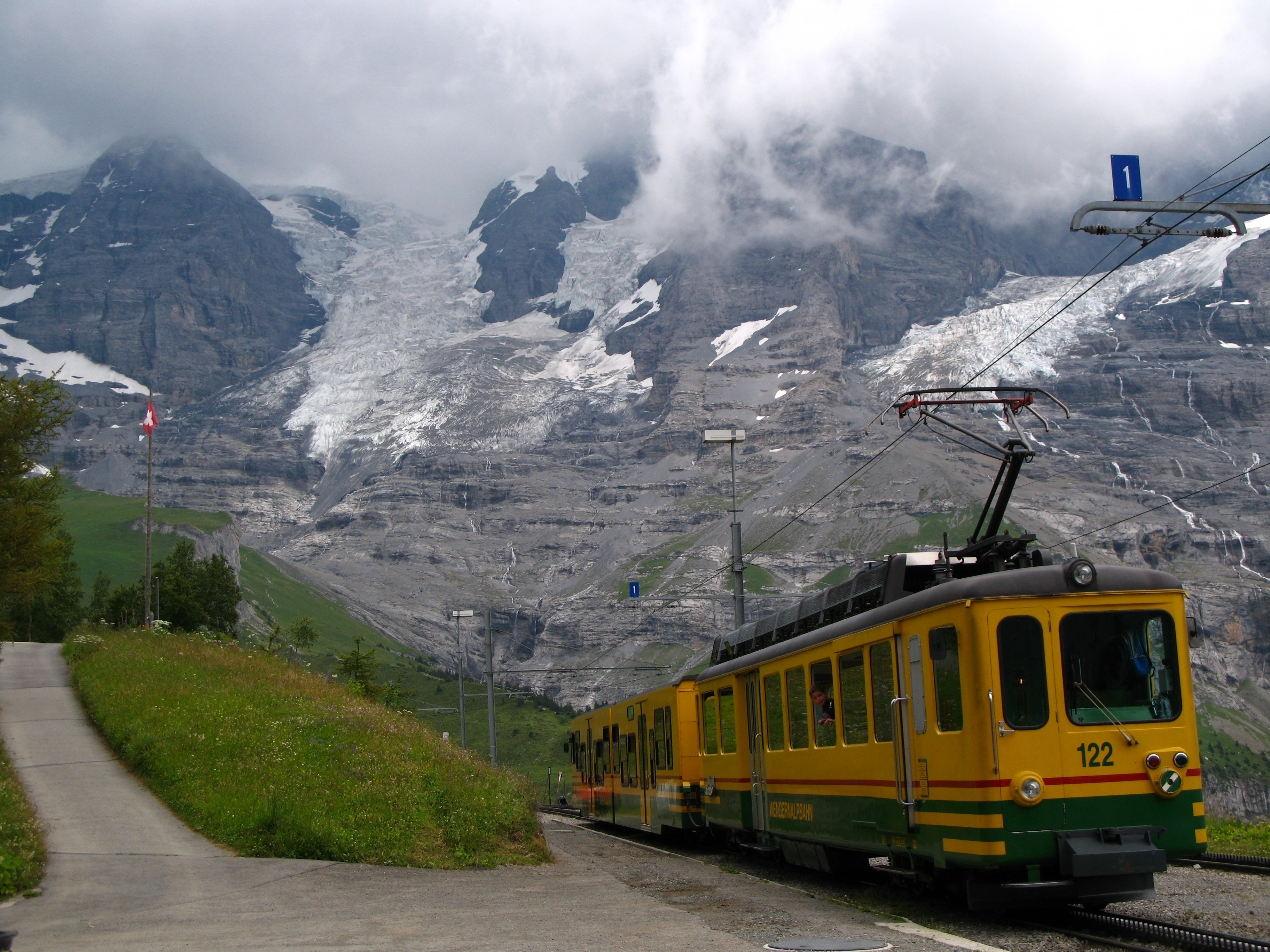
BDhe4/4 122号機、 ヴェンゲルン駅付近、新型の低床式の客車を牽引、2007年

ヴェンゲルンアルプ鉄道BDhe4/4 119-124形電車(ヴェンゲルンアルプてつどうBDhe4/4 119-124がたでんしゃ)は、スイス中央部の私鉄であるヴェンゲルンアルプ鉄道（WAB）で使用される山岳鉄道用ラック式電車である。なお、本機はABDhe4/4形の119-124号機として製造されたものであるが、1982年に1等室を2等室に変更してBDhe4/4形となったものである。

## 概要
1893年に開業したヴェンゲルンアルプ鉄道はベルナーオーバーラント鉄道、ユングフラウ鉄道の間を結ぶ、ベルナーオーバーラント地方の軌間800mmの登山鉄道であり、これらの鉄道にラウターブルンネン-ミューレン山岳鉄道を加えてユングフラウ鉄道グループを形成しており、1909-10年に直流1500Vで電化されて小型ラック式電気機関車のHe2/2 51-65形が客車を押し上げある形態の列車で運行されていたが、1940年代には輸送力の増強が必要な状況となり、1945年から1963年にかけてBCFhe4/4形の101-118号機計18両（その後称号改正および客室等級の変更を経てBDhe4/4 101-118形となっている）を導入していた。
この機体は、1930年代後半から1940、50年代にかけて SLMとBBCが製造し、モントルー-グリオン鉄道、グリオン-ロシェ・ド・ネー鉄道、エーグル-レザン鉄道、ベー-ヴィラー-ブルタユ鉄道の各鉄道に導入されていた、2軸ボギー台車にラック式もしくは粘着式/ラック式の1軸駆動式駆動装置を組み込んだ定格出力150-250kWの小出力のラック式電車をベースに、4軸駆動で客車列車を押し上げることができる電車に発展させた機体であり、1962年からは列車の反対端に制御車を連結した遠隔制御による運行が開始されていた。ヴェンゲルンアルプ鉄道は1列車当たりの編成両数が2もしくは3両に限られており、多客時には続行運転で列車が運行する方式であったが、1960年代の利用客増加により、さらにラック式電車の増備がなされることとなり、1970年にラウターブルンネンからクライネ・シャイデックに至る通称右回りルートの増発用として本項で述べるABDhe4/4形119-124号機の6両が導入されている。
本形式は基本的な設計はBDhe4/4 101-118形をベースとしながら、改良型のブレーキ装置や自動扉の装備などの一部機器類の変更をし、同時期の1967年に同じユングフラウ鉄道グループで導入されたラウターブルンネン-ミューレン山岳鉄道Be4/4 21-23形電車と類似のデザインとした設計で、プレス鋼溶接組立式台車に直角カルダン駆動方式に主電動機とラック式駆動装置を組み込んだ走行装置と軽量車体の組合せで定格出力440kWと牽引力83kNを発揮するラックレール区間専用機である。また、台車の製造をSLMが担当するのはBDhe4/4 101-118形と同一であるが、車体、機械部分の製造がSLMからSIGに変更となったほか、電機部分、主電動機の製造にBBCにSAASが加わっており、機番と運行開始年、製造所は下記のとおりである。
- 119 - 1970年 - SLM/SIG/SAAS/BBC
- 120 - 1970年 - SLM/SIG/SAAS/BBC
- 121 - 1970年 - SLM/SIG/SAAS/BBC
- 122 - 1970年 - SLM/SIG/SAAS/BBC
- 123 - 1970年 - SLM/SIG/SAAS/BBC
- 124  - 1970年 - SLM/SIG/SAAS/BBC

## 仕様

### 車体
- 車体は後位側（山麓側）にのみ運転室を持つ片運転台式で、窓扉配置、室内配置等はBDhe4/4 101-118形と、車体各部のRの取り方や正面窓周り、乗降扉などの各部デザイン、部品は同時期に製造されたラウターブルンネン-ミューレン山岳鉄道Be4/4 21-23形電車と類似の軽量構造の鋼製車体で、BDhe4/4 101-118形と比較して車体長が1270mm延長されて15740mmに、台車中心間距離が910mm延長されて10360mmとなっている。
- 列車の先頭となる後位側正面は片側に貫通扉を設置したR付で運転台窓は一枚窓、中央上部と下部左右の3箇所に丸型の前照灯が、正面右側の前照灯上部に標識灯2箇所が設置され、客車との連結側となる前位側正面も運転席はないものの、前照灯やウインドワイパーが設置されており、貫通扉が後位側の外開戸に対して内開戸であり、その下部のステップ形状が異なる、貫通扉下および正面右側前照灯上部に電気連結器を装備するなどの差異はあるが、後位側正面とほぼ同一となっている。連結器はフック式の簡易なもので、車体の正面下部中央に連結受とともに設置されており、前位側のものが連結器受けは緩衝器でフック受けと簡単なロック機構を備えたもの、後位側のものがブロック状で緩衝機能のない連結器受けとフックを備えたものとなっており、客車が連結される前位側の連結器は+GF+式[12]ピン・リンク式自動連結器への交換が可能な構造となっている。また、両先頭の台車先端部にはスノープラウが設置されている。
- 車体は前位側から1等室、出入口の設置されたデッキ、2等室、面積2.8m2の荷物室、運転室の構成で、窓扉配置は1D4D3（運転室窓-荷物扉-2等室窓-乗降扉-1等室窓）となっている。客室窓はいずれも高さは950mmで、2等室は幅1200mm、1等室は狭幅の連結面寄のもの以外は1400mmの大型下降窓、乗降扉は両開式外開戸を2組並べており、その下部には2段のステップが設置され、荷物扉は有効幅1200mmの外吊式片引戸となっている。なお、運転室-荷物室および荷物室-2等室間の仕切壁には窓が2箇所設置されるのみで扉は設置されず、行き来のできない構造となっている。
- 座席は1等室、2等室とも2+1列の3人掛けの固定式クロスシートで、1等室に2.5ボックス、2等室に4ボックスずつ設置されており、座席定員は1等は1等室の15名、2等室の24名の計39名のほか、2等室荷物室寄端部の1名分と荷物室に8名分の折畳式補助席を設置しており、座席は1等室のものがモケット貼りのもの、2等室のものは木製ニス塗りのものでいずれも背摺りにヘッドレストのない低いものとなっている。室内は壁面が濃いベージュ、天井が白で1等室の座席モケットは赤系、運転席機器類は薄緑色となっている。
- 運転室は左側運転台で、BDhe4/4 101-118形の立って運転する形態から、運転室を拡大して運転席を設置して座って運転するものに変更となり、マスターコントローラーもスイスやドイツで一般的な円形のハンドル式のものから縦軸式の棒状ハンドルのものに変更されており、運転室横の窓は下落とし式となっている。
- 屋根は後位側車端部にシングルアーム式パンタグラフを、前位端車端部に機器箱を設置し、その間には屋根上全長に渡って大型の主抵抗器を設置している。
- 塗装
  - 製造時の塗装は、車体下半部を濃緑色、上半分をベージュとしたヴェンゲルンアルプ鉄道の標準塗装で、側面下部中央には"WAB"の、乗降扉脇には客室等級の、側面後位側車端部には機番のそれぞれクロームメッキの切抜文字が設置され、側面後位側車端の車体裾部には形式名が入り、手摺類はステンレス地色、床下機器と台車、屋根および屋根上機器はダークグレーである。
  - 後述する1997-01年の改造時にBDhe4/8 131-134形と類似の塗装への変更塗装変更がなされた。この塗装では、車体を黄色をベースに裾部を緑とし、車体全周に赤帯を、車体下部隅部に短い黄色帯を入れたものとなり、切抜文字は撤去されて塗装による表記となり、正面中央に機番が、側面下部中央にWENGERNALPBAHNのロゴが入るものとなっている。

### 走行機器
- 制御装置はBBCおよびSAAS製の抵抗制御式で、主電動機の駆動力はラック駆動用のピニオンにのみ伝達されて車輪は荷重を支えるだけの方式となっており、1時間定格出力440kW、牽引力83kNの性能、25km/hの最高速度を発揮するほか、電気ブレーキとして回生ブレーキと発電ブレーキを装備している。
- 台車はSLM製の鋼板溶接組立式で、台車枠は端梁と側梁のほか、側梁間に渡された横梁、その横梁間の中梁、台車中心を通り側梁間に斜めに渡された斜梁で構成されたもので、その中にラック式の駆動装置を小型化して固定軸距2750mmにまとめたものとなっている。枕ばねは重ね板ばね、軸ばねはコイルばね、軸箱支持方式はペデスタル式となっており、牽引力はセンターピンで伝達される。
- 動力伝達は直角カルダン駆動方式となっており、各台車2基の主電動機は台車枠にレール方向に装荷され、駆動力は主電動機からカルダン・ジョイント付プロペラシャフトを経て各軸の歯車箱へ伝達され傘歯車で枕木方向へ向きを変えた中間軸から各車軸にフリーで嵌込まれたピニオンへ一段減速で伝達される。また、ラック方式はラックレールがラダー式1条のリッゲンバッハ式の亜種であるパウリ-リッゲンバッハ式[注釈 2]で、減速比はBDhe4/4 101-118形の1:12.90から変更されて1:13.90となっている。主電動機は定格電圧750V、定格回転数2130rpmの直流直巻整流子電動機で、冷却気は前位側の台車はデッキ内の吸気口から、後位側台車は側面荷物扉横に設置されたルーバーから採り入れられる。
- ブレーキ装置は制御装置による発電ブレーキと回生ブレーキに加えて手ブレーキが装備されるが、空気ブレーキ装置は備えず、下り勾配で速度15km/hを超えた場合、運転台で押しボタン操作がされた場合、ペダル式のデッドマン装置が作用した場合のいずれかの場合に動作する油圧ブレーキを装備し、基礎ブレーキ装置としてピニオンに併設したブレーキドラムに作用するバンドブレーキが装備される。

### 改造

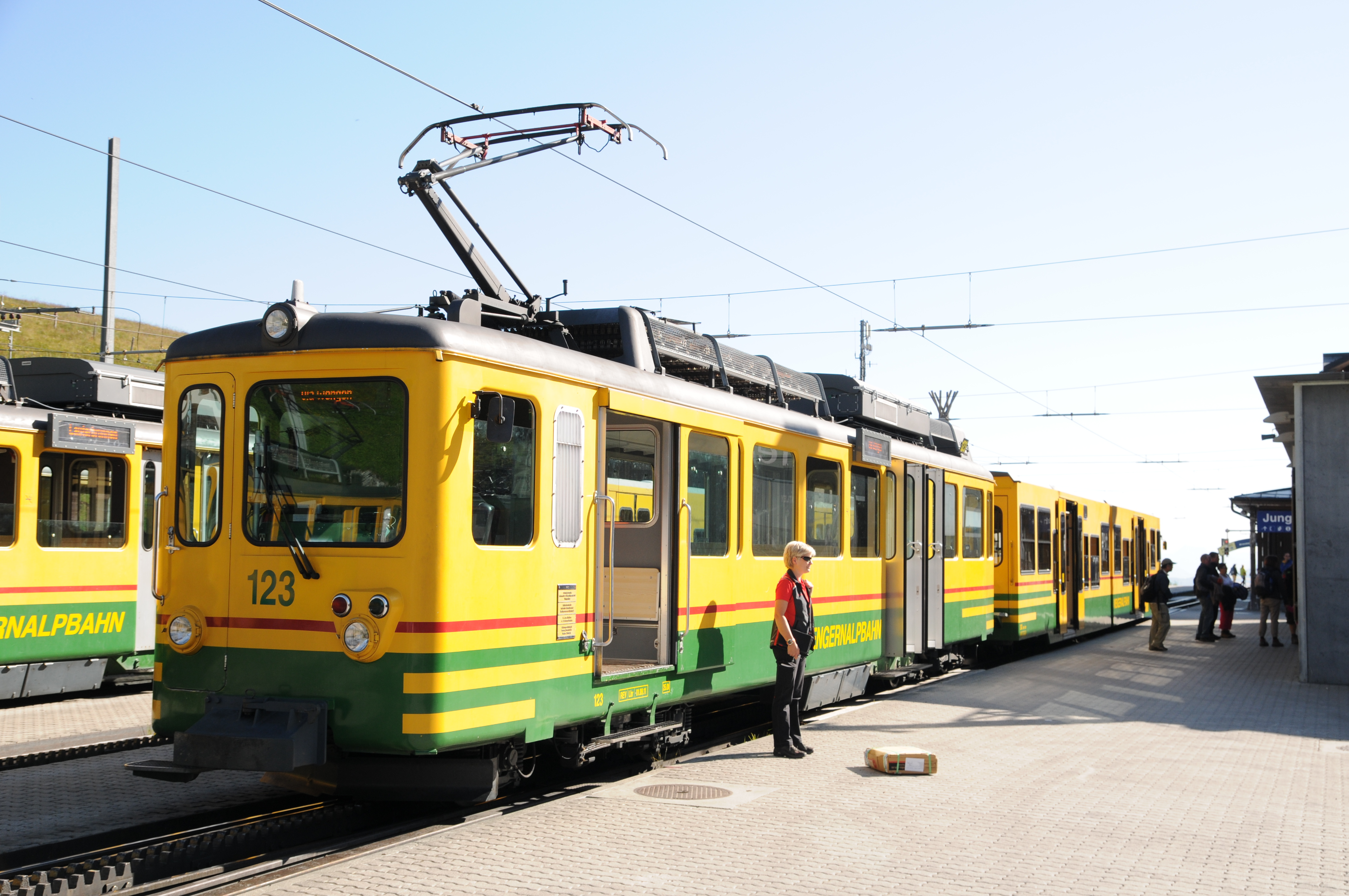
改造によって屋根上に可変電圧周波数方式の主制御器を搭載し、正面および側面にLED式行先表示器を装備したBDhe4/4 123号機、2012年

- 経年に応じて改造が順次行われており、運転席横窓にバックミラーの設置、旧1等室座席の2等室と同じものへの交換、2等室座席への座布団設置などが実施されている。
- 1998年に新しい2車体連接、部分低床式の制御客車であるBt 241-244形4両が導入され、本形式と編成を組むこととなり、前位側の連結器を+GF+ピン・リンク式自動連結器に交換するとともに、前位側前面窓下部中央に制御用の電気連結器を増設している。なお、従来型の制御客車と編成を組む場合には、これまでのフック式の連結器に復旧している。また、併せてBDhe4/8 131-134形と同一の塗装への変更、車内放送装置および客室スピーカーの設置がなされている。各機体の改造年月日は以下の通り。
  - 119 - 1997年11月8日
  - 120 - 1999年4月2日
  - 121 - 1999年1月11日
  - 122 - 2001年4月30日
  - 123 - 2001年
  - 124 - 2001年
- その後車体更新改造が実施され、乗降扉交換、室内壁面を木目調のものに変更するなどの工事がなされている。各機体の改造年月日は以下の通り。
  - 119 - 2002年5月1日
  - 120 -
  - 121 - 2001年1月21日
  - 122 - 2001年4月30日
  - 123 -
  - 124 -
- 2010-11年には120-123号機の4両の制御装置を交換する工事が実施され、可変電圧可変周波数制御の新しいVossloh[14]製の主制御装置を屋根上中央部に搭載し、その前位側に発電ブレーキ用の抵抗器を搭載、主電動機を三相誘導電動機に交換して1時間定格出力を600kWに増強しているほか、補助電源装置も変更となり、自重が28.0tに増加している。また、121-123号機については併せて後位側正面窓内上部および側面乗降扉横の窓上部にLED式の行先表示器を、室内にも旅客案内装置を装備する改造が実施されている。
  - 120 - 2010年
  - 121 - 2011年3月14日
  - 122 - 2011年
  - 123 - 2011年

### 主要諸元
- 軌間：800mm
- 電気方式：DC1500V架空線式
- 軸配置：2'zz2'zz
- 最大寸法：全長16460mm、全幅2350mm、車体幅2300mm、屋根高3510mm
- 軸距：2750mm
- 台車中心間距離：10360mm
- 車輪径：670mm
- ピニオン有効径：573mm
- 自重：25.7t
- 定員：
  - 製造時：1等座席15名、2等座席24名（ほか補助席9名）
  - 全室2等室化後：2等39名（ほか補助席9名）
- 荷重：1.0t（荷室面積2.8m2）
- 走行装置
  - 主制御装置：抵抗制御
  - 主電動機：直流電動機×4台（1時間定格出力：440kW）
  - 減速比：13.90（ピニオン）
  - 牽引力：83kN（1時間定格）
- 最高速度：25km/h（登り）、15km/h（下り）
- ブレーキ装置：発電ブレーキ、回生ブレーキ、油圧ブレーキ、手ブレーキ

## 運行

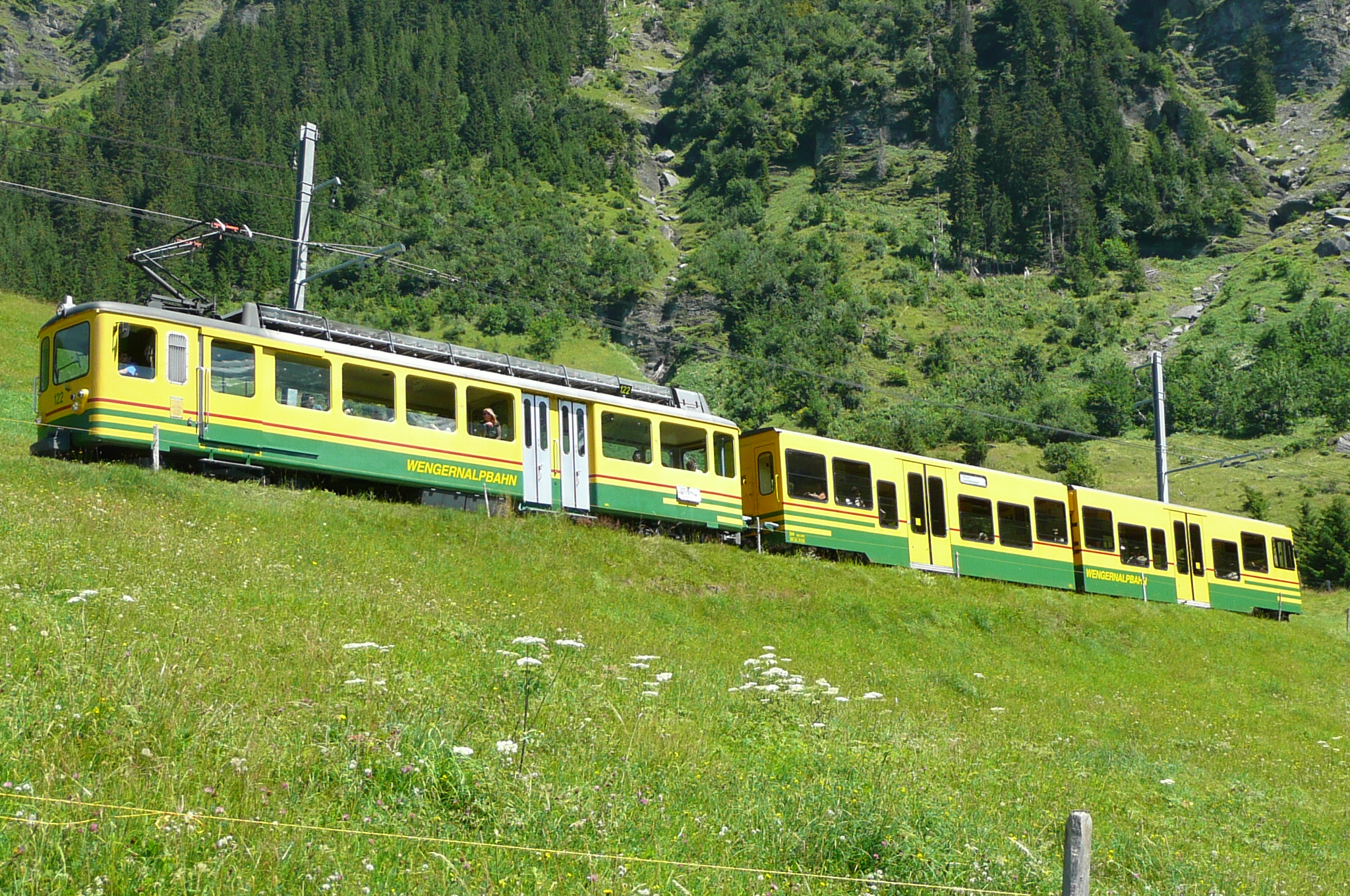
BDhe4/4 122号機とBt 241-244形低床式制御客車による標準的な編成、2009年

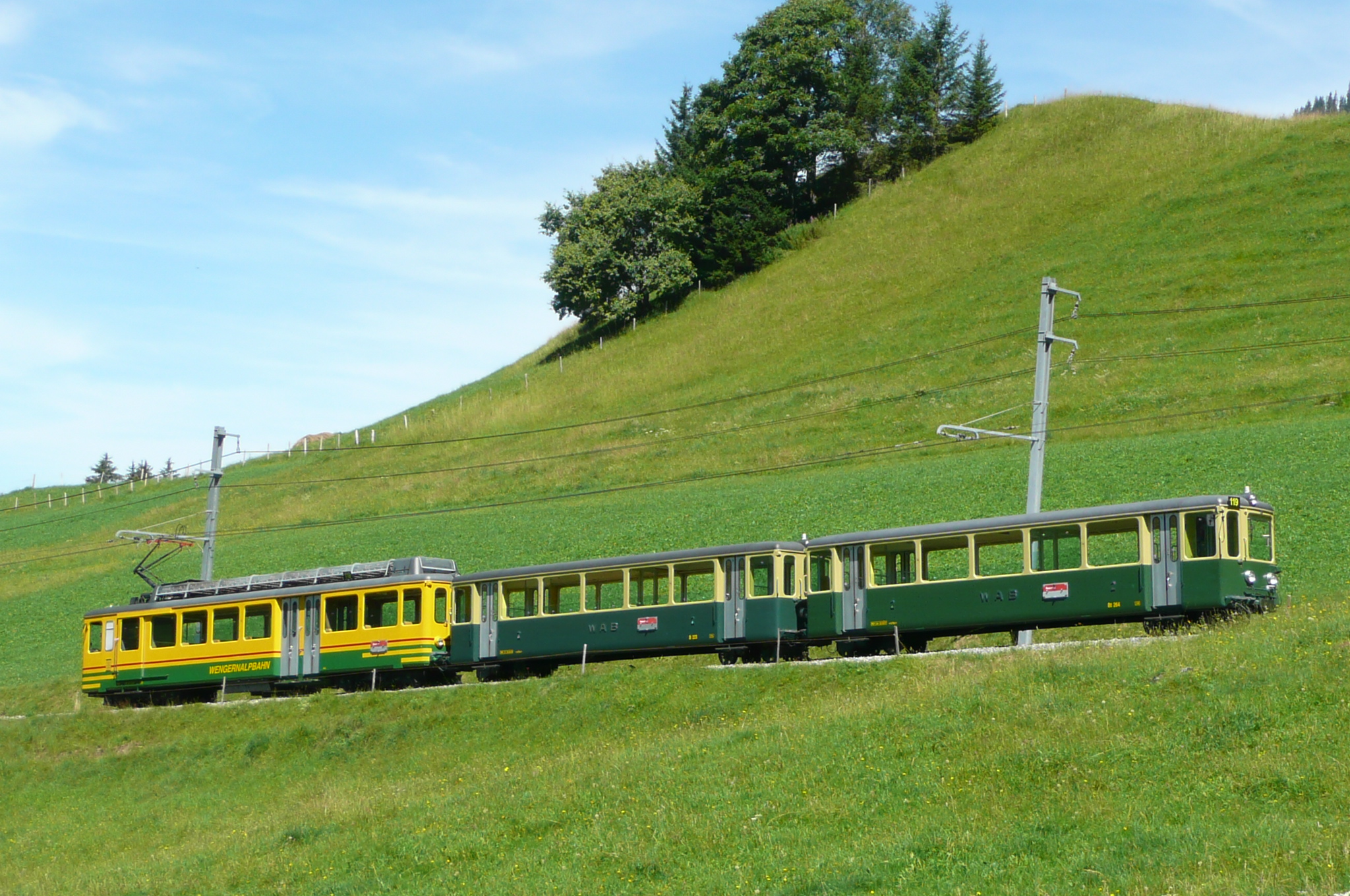
BDhe4/4 119号機と従来型の客車、制御客車による編成、2009年

- 製造後はヴェンゲルンアルプ鉄道の全線で旅客列車および貨物列車を牽引しているが、この路線はインターラーケン・オストから出るベルナーオーバーラント鉄道に接続する標高795mのラウターブルンネン（右回りルート）もしくは1034mのグリンデルヴァルト（左回りルート）からユングフラウ鉄道に接続する標高2061mのクライネ・シャイデックに至る右回りルート全長8.64km、左回りルート全長10.47km、全線パウリ・リッゲンバッハ式のラック区間で最急勾配250パーミルの山岳路線である。
- 本形式は導入後ラウターブルンネンからクライネ・シャイデックに至る通称右回りルートで制御客車1-2両と編成を組んで運行され、本形式が常時勾配の下側に配置されるようになっていた。本形式と編成を組んでいた制御車は以下のとおりであり、その後1980年代半ば頃にはBt 266号車はBDhe101-118形用に変更されていた。
  - Bt 221-226形[15]：222、224号車
  - Bt 261-266形[16]：264-266号車
  - Bt 267-278形[17]：267-269号車
- 1998年にBt 241-244形4両が導入されて本形式と編成を組むこととなったが、この制御客車はシュタッドラー・レール[18]の全長20.21m、定員2等80名の2車体3台車の台車間低床式の制御客車となっている。同形式導入後のBDhe119-124形と編成を組む制御客車は以下の通りであり、従来本形式用に使用されていた旧来の制御客車はBDhe4/4 101-118形用に転用されている。
  - Bt 241-244形：241-244号車
  - Bt 261-266形：264、265号車
  - Bt 267-278形：268、269号車